# Ángel Correa
Ángel Martín Correa Martínez (* 9. března 1995 Rosario), známý jako Ángel Correa, je argentinský profesionální fotbalista, který hraje na pozici útočníka či křídelníka za španělský klub Atlético Madrid a za argentinský národní tým.
Correa je odchovancem argentinského klubu San Lorenzo, v jehož dresu debutoval v roce 2013. Ve své premiérové sezóně vyhrál s klubem titul a v roce 2014 poté Pohár osvoboditelů. V květnu 2015 přestoupil do španělského Atlética Madrid, se kterým vyhrál v sezóně 2017/18 Evropskou ligu a následně Superpohár UEFA. V sezóně 2020/21 získal s klubem titul v nejvyšší španělské soutěži.
Correa byl kapitánem argentinského reprezentačního výběru do 20 let, který v roce 2015 vyhrál Mistrovství Jižní Ameriky a Correa byl zařazen do nejlepší jedenáctky turnaje. V roce 2015 debutoval také v seniorské reprezentaci, se kterou vyhrál turnaj Copa América 2021.

## Klubová kariéra

### San Lorenzo
Correa se narodil ve městě Rosario a do akademie klubu CA San Lorenzo de Almagro se připojil v roce 2007, tedy ve věku 12 let. V létě 2012 měl přestoupit do portugalské Benficy jako volný hráč, ale z dohody nakonec sešlo. Correa podepsal svůj první profesionální kontakt 23. září 2012 a v lednu 2013 se přesunul do A-týmu. V něm debutoval 31. března, a to při prohře 0:1 proti Newell's Old Boys. 11. května vstřelil Correa svůj první gól v dresu San Lorenza, když gólem na 3:0 pomohl k výhře nad Bocou Juniors. Ve své premiérové sezóně odehrál 12 ligových zápasů, ve kterých se čtyřikrát střelecky prosadil.
V sezóně 2013/14 vyhrál s klubem podzimní část ligové soutěže (známá jako Inicial). V jarní části skončilo San Lorenzo až 11., nicméně úspěch zaznamenalo zejména v kontinentálních pohárech, když ovládlo Pohár osvoboditelů (Correa do finálových zápasů nenastoupil, protože měl problémy se srdcem). Po sezóně Correa z klubu odešel.

### Atlético Madrid

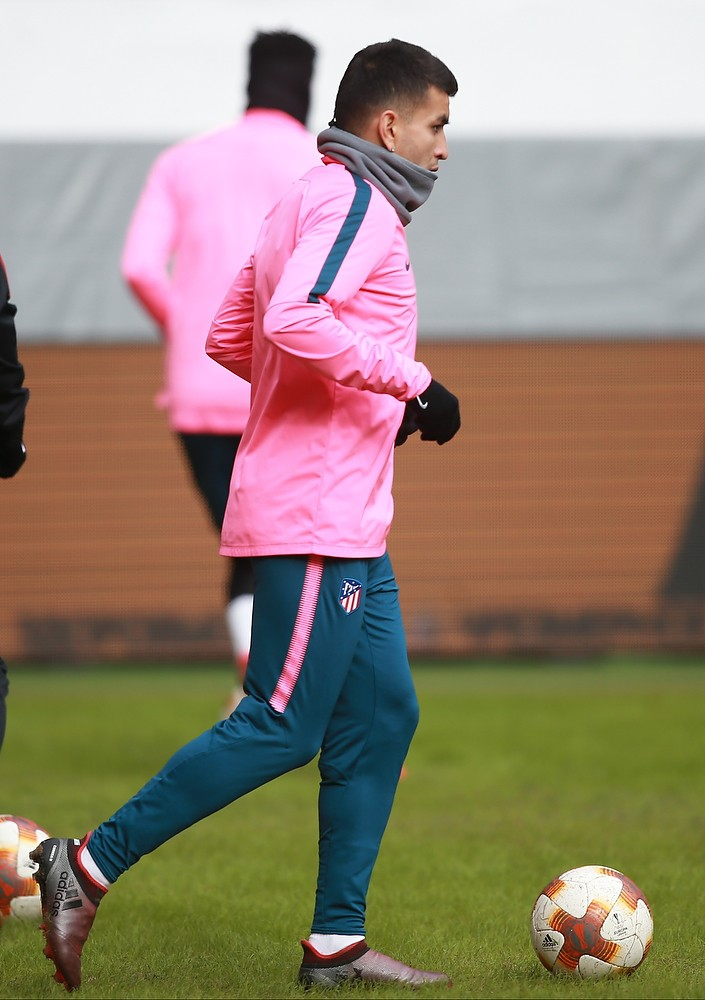
Correa v dresu Atlética Madrid (2018)

Dne 27. května 2014 přestoupil Correa do španělského Atlética Madrid za částku okolo 7,5 milionu euro. V klubu podepsal pětiletou smlouvu.
V červnu 2014 podstoupil úspěšnou operaci srdce. Drobné problémy se srdcem odhalila zdravotní prohlídka. Ke klubu se oficiálně připojil až po zotavení se z operace 13. prosince. V zimě se objevily mnohé spekulace o odchodu Correy na hostování, mezi údajné zájemce mělo patřit Rayo Vallecano či Rosario Central.  Prezident španělského mistra Enrique Cerezo ale odchod argentinského mladíka vyloučil.
Svého debutu se Correa dočkal 22. srpna 2015, když v ligovém zápase proti Las Palmas vystřídal Ólivera Torrese. Svůj první gól ve svém novém působišti vstřelil 19. září, když otevřel skóre zápasu proti Eibaru a následně asistoval na branku Fernanda Torrese při výhře 2:0. Svého debutu v evropských pohárech se dočkal 30. září, když se objevil v základní sestavě utkání základní skupiny Ligy mistrů proti portugalské Benfice. V zápase vstřelil jedinou branku svého týmu, ale prohře 1:2 zabránit nedokázal. Atlético Madrid ze základní skupiny postoupilo do vyřazovacích bojů, ve kterých došlo, po vyřazení PSV Eindhoven, Barcelony a Bayernu Mnichov, až do finále, ve kterém podlehli po penaltovém rozstřelu Realu Madrid. V průběhu sezóny 2015/16 se dostával pravidelně na hřiště z pozice střídajícího hráče, když nastoupil do 26 ligových zápasů.
Dne 25. září 2018 odehrál své sté utkání v nejvyšší španělské soutěži a své jubilejní utkání oslavil výhrou 3:0 nad Huescou. V sezóně 2017/18 vynechal jediné utkání v La Lize, a to utkání proti RCD Espanyol, protože v předchozím zápase proti Alavésu obdržel v 95. minutě červenou kartu.
Dne 6. listopadu 2019 odehrál Correa své dvousté utkání v dresu Atlética, a to při prohře 1:2 proti Bayeru Leverkusen v zápase základní skupiny Ligy mistrů. 10. srpna byl společně se svým spoluhráčem Šimem Vrsaljkem pozitivně testování na covid-19, a tak museli vynechat čtvrtfinále Ligy mistrů proti německému Lipsku; zápas skončil prohrou Atlética 1:2.
Dne 22. května 2021 Correa skóroval při výhře Atlética 2:1 nad Realem Valladolid v posledním kole sezóny 2020/21, a pomohl tak klubu zajistit titul v La Lize.

## Reprezentační kariéra

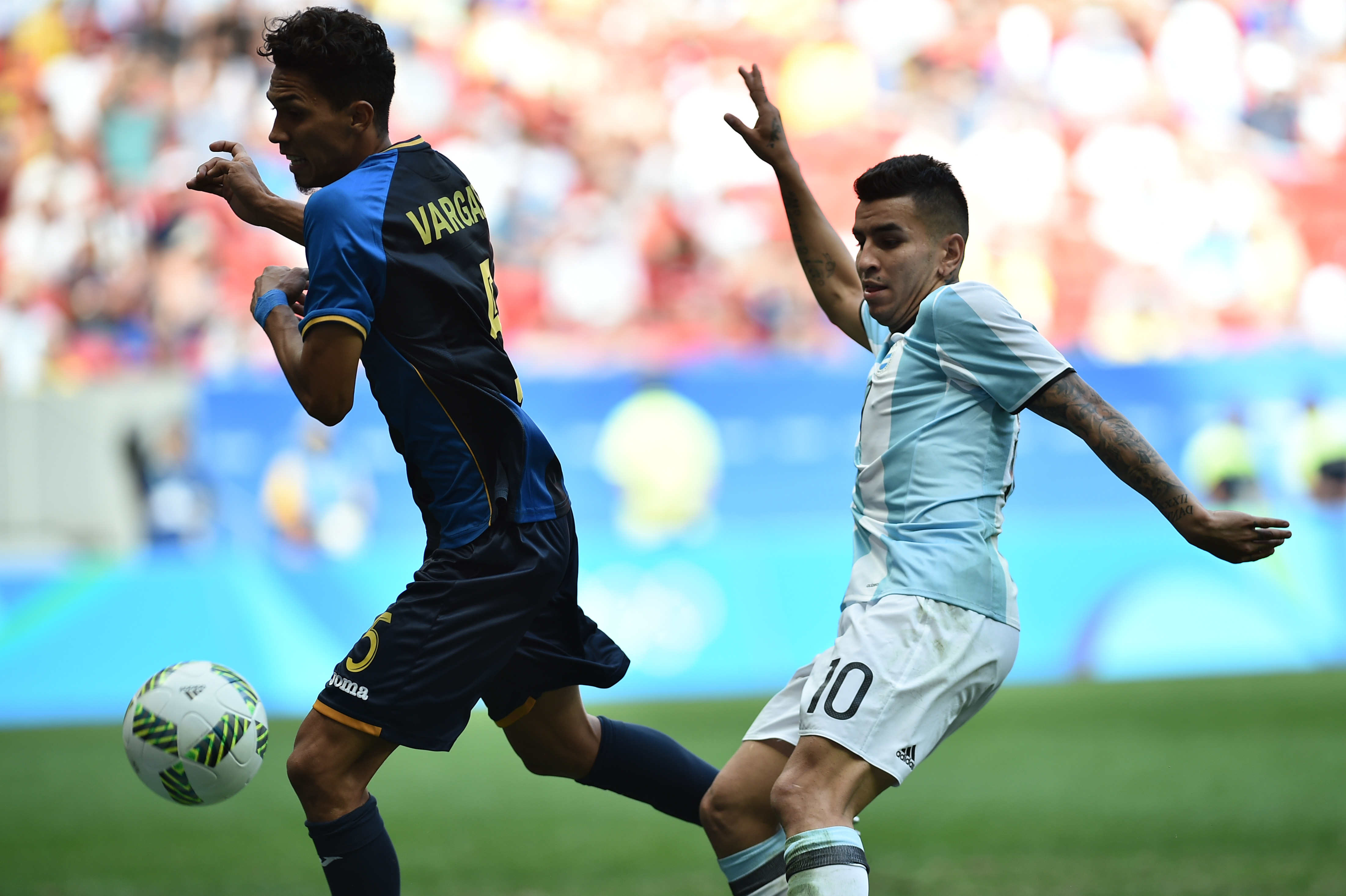
Correa v reprezentačním dresu (2016)

Correa byl poprvé povolán do argentinské reprezentace v srpnu 2015 a svého debutu se dočkal 4. září 2015, když v závěru zápasu proti Bolívii vystřídal Ezequiela Lavezziho a gólem pomohl k jasnému vítězství 7:0.
V roce 2021 byl nominován na závěrečný turnaj Copa América. Na turnaji, ve kterém Argentina porazila ve finále Brazílii 1:0, nastoupil do dvou zápasu základní skupiny, a to proti Paraguayi a Bolívii.

## Statistiky

### Klubové
K 19. březnu 2022
| Klub            | Sezóna  | Liga             | Liga   | Liga | Pohár  | Pohár | Kontinentální poháry | Kontinentální poháry | Ostatní | Ostatní | Celkem | Celkem |
| Klub            | Sezóna  | Liga             | Zápasy | Góly | Zápasy | Góly  | Zápasy               | Góly                 | Zápasy  | Góly    | Zápasy | Góly   |
| --------------- | ------- | ---------------- | ------ | ---- | ------ | ----- | -------------------- | -------------------- | ------- | ------- | ------ | ------ |
| San Lorenzo     | 2012/13 | Primera División | 12     | 4    | 0      | 0     | 2                    | 0                    | —       | —       | 14     | 4      |
| San Lorenzo     | 2013/14 | Primera División | 35     | 6    | 0      | 0     | 9                    | 2                    | —       | —       | 44     | 8      |
| San Lorenzo     | Celkem  | Celkem           | 47     | 10   | 0      | 0     | 11                   | 2                    | —       | —       | 58     | 12     |
| Atlético Madrid | 2014/15 | La Liga          | 0      | 0    | 0      | 0     | 0                    | 0                    | —       | —       | 0      | 0      |
| Atlético Madrid | 2015/16 | La Liga          | 26     | 5    | 5      | 2     | 5                    | 1                    | —       | —       | 36     | 8      |
| Atlético Madrid | 2016/17 | La Liga          | 31     | 4    | 7      | 4     | 9                    | 0                    | —       | —       | 47     | 8      |
| Atlético Madrid | 2017/18 | La Liga          | 37     | 8    | 4      | 0     | 15                   | 1                    | —       | —       | 56     | 9      |
| Atlético Madrid | 2018/19 | La Liga          | 36     | 3    | 4      | 2     | 8                    | 0                    | 1       | 0       | 49     | 5      |
| Atlético Madrid | 2019/20 | La Liga          | 33     | 5    | 1      | 1     | 8                    | 0                    | 2       | 1       | 44     | 7      |
| Atlético Madrid | 2020/21 | La Liga          | 38     | 9    | 2      | 0     | 8                    | 0                    | —       | —       | 48     | 9      |
| Atlético Madrid | 2021/22 | La Liga          | 29     | 11   | 2      | 0     | 8                    | 1                    | 1       | 0       | 40     | 12     |
| Atlético Madrid | Celkem  | Celkem           | 230    | 45   | 25     | 9     | 61                   | 3                    | 4       | 1       | 320    | 58     |
| Celkem          | Celkem  | Celkem           | 277    | 55   | 25     | 9     | 72                   | 5                    | 4       | 1       | 378    | 70     |

### Reprezentační
K 29. březnu 2022
| Argentina | Argentina | Argentina |
| Rok       | Zápasy    | Góly      |
| --------- | --------- | --------- |
| 2015      | 3         | 1         |
| 2016      | 4         | 0         |
| 2017      | 1         | 0         |
| 2018      | 2         | 0         |
| 2019      | 2         | 1         |
| 2021      | 6         | 1         |
| 2022      | 3         | 0         |
| Celkem    | 21        | 3         |

#### Reprezentační góly
Skóre a výsledky Argentiny jsou vždy zapisovány jako první
| Gól | Datum           | Místo                                          | Soupeř    | Skóre | Výsledek | Soutěž                                |
| --- | --------------- | ---------------------------------------------- | --------- | ----- | -------- | ------------------------------------- |
| 1.  | 4. září 2015    | PNC Stadium, Houston, Spojené státy americké   | Bolívie   | 7:0   | 7:0      | Přátelský zápas                       |
| 2.  | 26. března 2019 | Stade Ibn Batouta, Tanger, Maroko              | Maroko    | 1:0   | 1:0      | Přátelský zápas                       |
| 3.  | 2. září 2021    | Estadio Olímpico de la UCV, Caracas, Venezuela | Venezuela | 3:0   | 3:1      | Kvalifikace na Mistrovství světa 2022 |

## Ocenění

### Klubová

#### San Lorenzo
- Primera División: 2013 (Inicial)[29]
- Pohár osvoboditelů: 2014[29]

#### Atlético Madrid
- La Liga: 2020/21[23]
- Evropská liga UEFA: 2017/18[29]
- Superpohár UEFA: 2018[29]
- Liga mistrů UEFA: 2015/16 (druhé místo)[29]

### Reprezentační

#### Argentina U20
- Mistrovství Jižní Ameriky do 20 let: 2015[29]

#### Argentina
- Copa América: 2021[29]

### Individuální
- Hráč měsíce La Ligy: leden 2022[30]